# جليزي بايين (مقاطعة دهلران)
جليزي بايين (بالفارسية: جلیزی پایین) هي قرية تقع في قسم نهرعنبر الريفي (مقاطعة دهلران) في إيران. يقدر عدد سكانها بـ 198 نسمة .